# Lotus 72
O 72, 72B, 72C, 72D e 72E foram os modelo da Lotus das temporadas de 1970, a partir do GP da Espanha, até o campeonato de 1975 da Fórmula 1. Foi guiado por Jochen Rindt, John Miles, Reine Wisell, Emerson Fittipaldi, Dave Walker, Dave Charlton, Ronnie Peterson, Jacky Ickx, Jim Crawford, Brian Henton e John Watson.
Com esse modelo foram conquistados três títulos mundiais de construtores (1970 com o modelo 72C, 1972 com o 72D e 1973 com o 72E) e dois de pilotos (Rindt em 1970 e Fittipaldi em 1972).

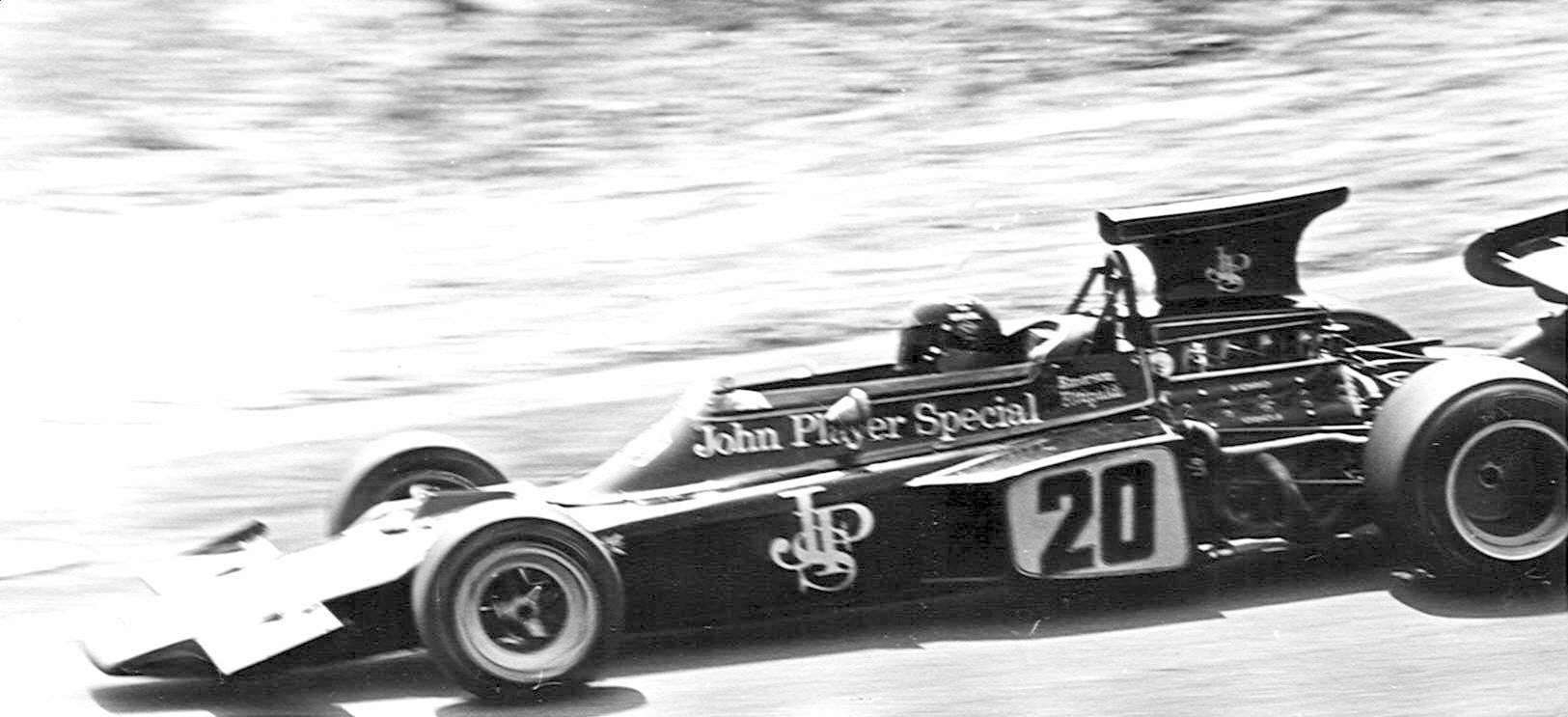
Lotus 72D de 1972

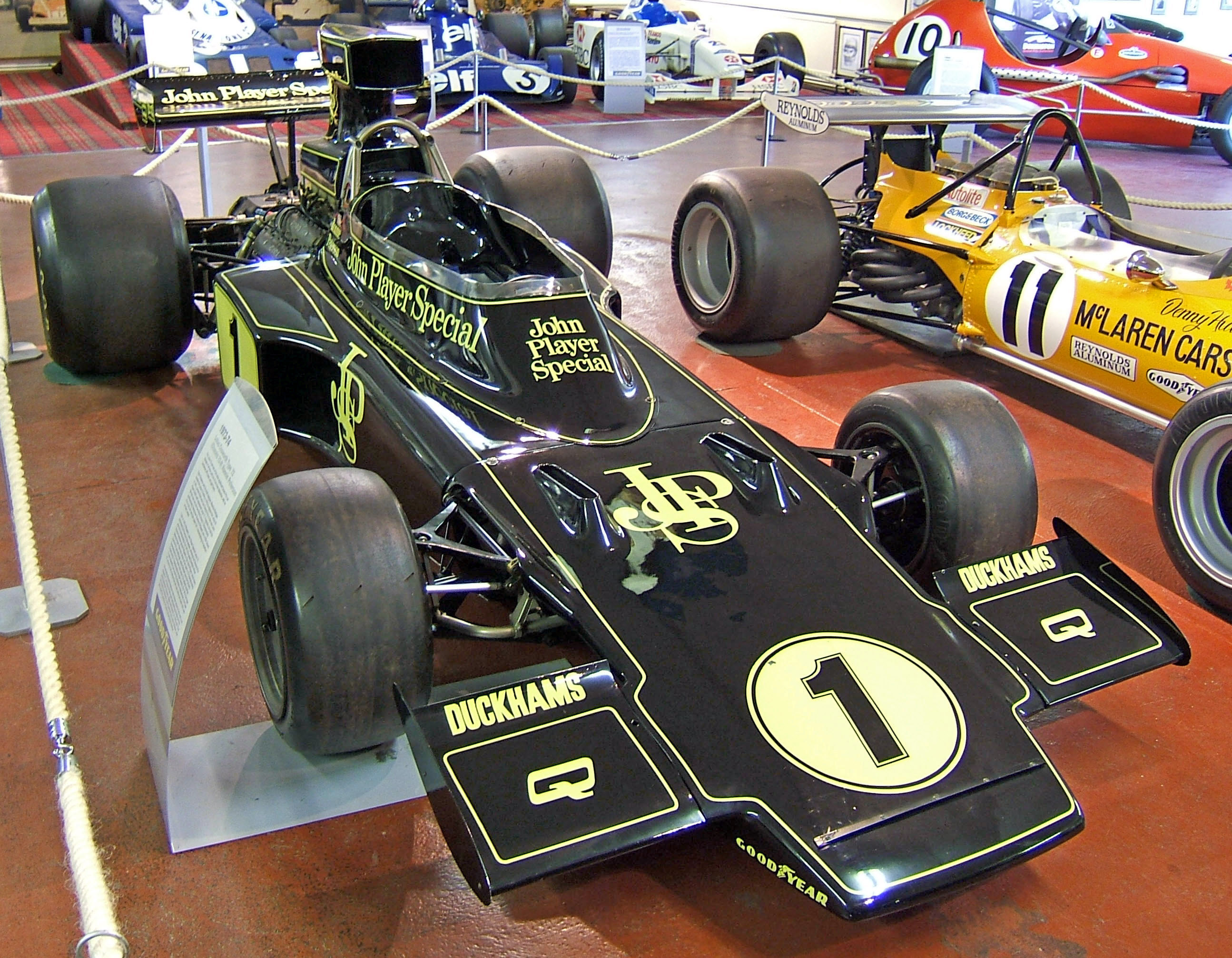
Lotus 72E de 1975